# 34392 Afroz
34392 Afroz è un asteroide della fascia principale. Scoperto nel 2000, presenta un'orbita caratterizzata da un semiasse maggiore pari a 2,3942761 au e da un'eccentricità di 0,1274922, inclinata di 1,38434° rispetto all'eclittica.